# Mompha claudiella
Mompha claudiella é uma espécie de mariposa do gênero Mompha pertencente à família Coleophoridae.